# OU Geminorum

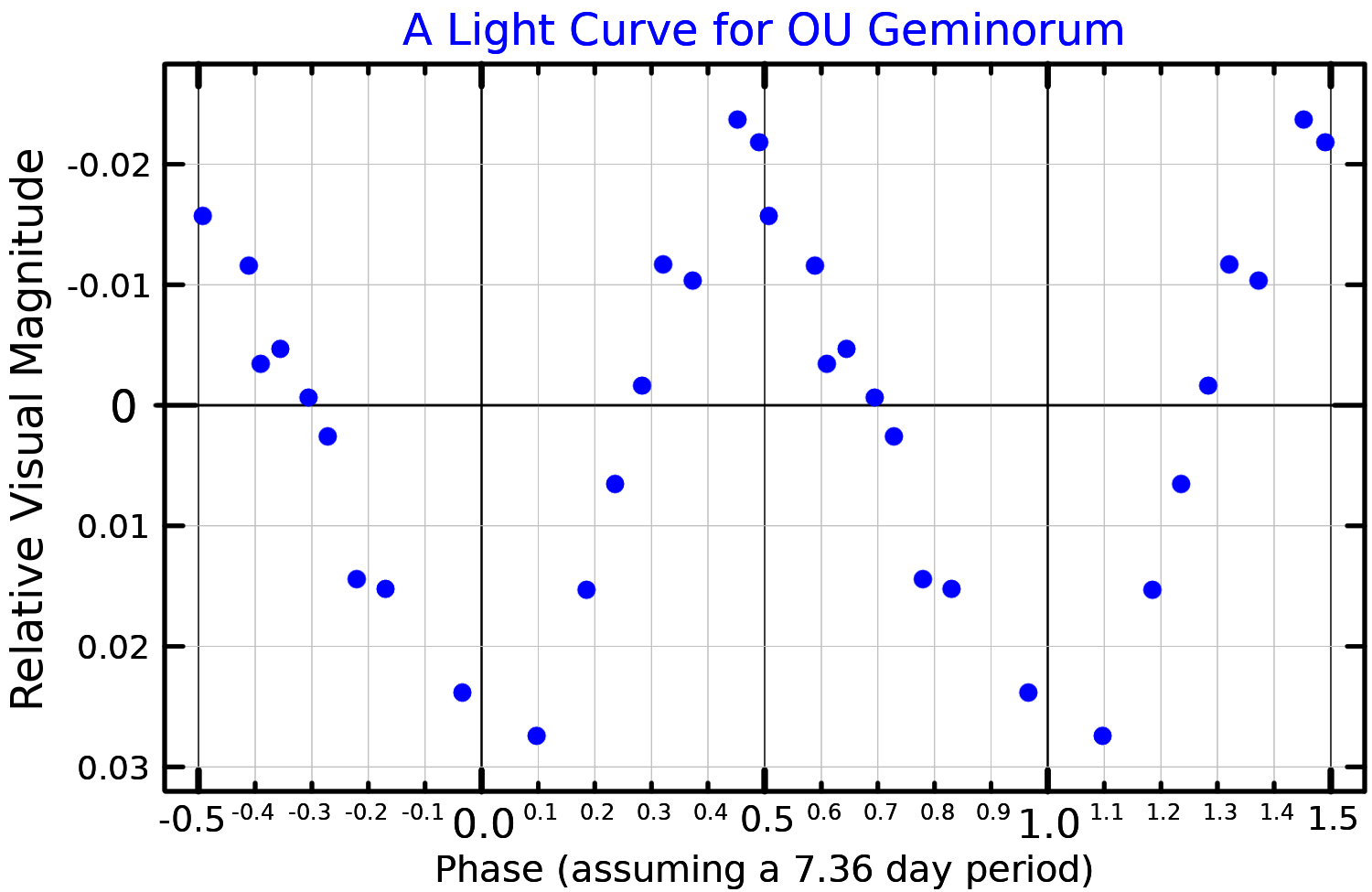
Lichtkromme van OU Gem

OU Geminorum is een tweevoudige ster in het sterrenbeeld Gemini met magnitude van +6,76 en met een spectraalklasse van K2.V en K.V. De ster bevindt zich 47,67 lichtjaar van de zon.